# RZA
RZA, pseudonimo di Robert Fitzgerald Diggs (New York, 5 luglio 1969), è un beatmaker, polistrumentista, rapper, produttore discografico, attore e regista statunitense.
È il leader di fatto del collettivo Wu-Tang Clan, nonché ex leader dei Gravediggaz, gruppo ormai scioltosi. È tra i maggiori esponenti del mondo hip hop e la sua tecnica di produzione, incentrata spesso sul campionamento di musica soul, ha influenzato diversi artisti della scena underground, oltre ad altri artisti e produttori più famosi come Kanye West e Just Blaze.
Iniziando la sua carriera nel cinema, RZA ha potuto espandere le proprie capacità artistiche in altre forme di media.

## Biografia

### 1992-1993:Enter the Wu-Tang (36 Chambers)
Membro degli All In Together Now con GZA e Ol' Dirty Bastard, RZA decide di formare un supercollettivo che emerga dall'underground e diventi una sorta di superpotenza del rap. Nasce così il Wu-Tang Clan, al quale si uniscono in seguito altri 6 rapper. Dopo il singolo "Protect Ya Neck", il gruppo realizza Enter the Wu-Tang (36 Chambers), considerato dal pubblico un classico e disco di platino. È su questo lavoro che RZA dimostra tutte le sue capacità, creando un nuovo suono, prettamente hardcore, che andrà a cozzare con le sonorità della West Coast di Dr. Dre e le altre correnti del periodo.

### 1994-97: Gravediggaz e membri del Clan da solisti
Mentre gli altri membri iniziano a registrare album da solisti, RZA si muove dietro le quinte e segue i vari progetti. Firma quindi produzioni per Tical di Method Man, Ironman di Ghostface Killah, Return to the 36 Chambers di Ol' Dirty Bastard, Liquid Swords di GZA, e anche per Only Built 4 Cuban Linx... di Raekwon, oggi considerato un classico.
Inoltre, con l'alter-ego di The RZArector, entra a far parte del supergruppo horrorcore Gravediggaz, insieme al quale realizza due album: 6 Feet Deep (considerabile un classico del genere) e The Pick, The Sickle and The Shovel per poi proseguire progetti da solista.

### 1997:Wu-Tang Forever
Il secondo album del gruppo Wu-Tang Clan, che vende 600 000 copie durante la prima settimana, vede un RZA nei panni di primo produttore e mentore, affidando alcuni brani ad affiliati come True Master e 4th Disciple.

### 1998: RZA registra il primo album da solista
Nel '98 RZA registra RZA as Bobby Digital in Stereo, il suo primo album da solista, sotto lo pseudonimo Bobby Digital.

### 2000-01:The W
Nel 2000 viene pubblicato un altro album del Clan, intitolato The W. Mentre nel 2001 RZA pubblica Digital Bullet, un altro album sotto lo pseudonimo di Bobby Digital.

### 2001-04: Progetti da solista dopoThe W
In questi anni RZA compone molti brani colonne sonore di film, tra cui Blade: Trinity e Ghost Dog (2003).
Nel 2003 pubblica Birth Of A Prince, di cui fa parte il singolo We Pop, stavolta pubblicato con il nome di RZA.
Pubblica anche un compilation intitolata The World According to RZA, una raccolta dove performa canzoni con gruppi rap e R&B inglesi, francesi, tedeschi e l'italiano Frankie hi-nrg mc. Nonostante abbia avuto un discreto successo, la raccolta non fu mai messa in vendita negli USA.
Sempre nel 2003 prende parte, assieme all'amico GZA, ad un episodio del film Coffee and Cigarettes di Jim Jarmusch.

### 2005 ad oggi
Continua a produrre per vari artisti, incluso il clan. Nel 2005 fa parte del cast di Derailed - Attrazione letale mentre nel 2007 prende parte al film American Gangster di Ridley Scott. In preparazione nuovi album del Wu Tang, incluso album dei membri dei Raekwon, Ghostface, e Method Man.
Nel 2012, è tra gli attori di G.I. Joe - La vendetta, dove interpreta il "Blind Master" (Maestro Cieco), membro anziano del clan dei ninja Arashikage. Gli Arashikage sono un punto fondamentale in tutti i cicli narrativi dei G.I. Joe e dei Cobra, sin dalla nascita, il 1982.

## Vita privata
Dopo sei anni di matrimonio, nel 2006 divorzia dalla moglie Eboni Mills; nel 2009 si è risposato con la modella Talani Rabb.

## Discografia
Album in studio
- 1998 - Bobby Digital in Stereo
- 2001 - Digital Bullet
- 2003 - Birth of a Prince
- 2008 - Digi Snacks
- 2022 - Saturday Afternoon Kung Fu Theater
- 2024 - A Ballet Through Mud

EP
- 1991 - Ooh I Love You Rakeem
- 2014 - Only One Place to Get It

Altri album
- 1994 - 6 Feet Deep (con Gravediggaz)
- 1997 - The Pick, The Sickle and The Shovel (con Gravediggaz)
- 1999 - The RZA Hits
- 2003 - The World According to RZA
- 2007 - The RZA Instrumental Experience

## Filmografia parziale

### Attore

#### Cinema
- Ghost Dog - Il codice del samurai (Ghost Dog: The Way of the Samurai), regia di Jim Jarmusch (1999)
- Coffee and Cigarettes, regia di Jim Jarmusch (2003)
- Scary Movie 3 - Una risata vi seppellirà, regia di David Zucker (2003)
- Derailed - Attrazione letale (Derailed), regia di Mikael Håfström (2005)
- American Gangster, regia di Ridley Scott (2007)
- Funny People, regia di Judd Apatow (2009)
- Life Is Hot in Cracktown, regia di Buddy Giovinazzo (2009)
- Repo Men, regia di Miguel Sapochnik (2010)
- Parto col folle (Due Date), regia di Todd Phillips (2010)
- The Next Three Days, regia di Paul Haggis (2010)
- L'uomo con i pugni di ferro (The Man with the Iron Fists), regia di RZA (2012)
- The Protector 2, regia di Panna Rittikrai e Prachya Pinkaew (2013)
- G.I. Joe - La vendetta (G.I. Joe: Retaliation), regia di Jon M. Chu (2013)
- Brick Mansions, regia di Camille Delamarre (2014)
- L'uomo con i pugni di ferro 2 (The Man with the Iron Fists 2), regia di Roel Reiné (2015)
- Mr. Right, regia di Paco Cabezas (2015)
- I morti non muoiono (The Dead Don't Die), regia di Jim Jarmusch (2019)
- Life in a Year, regia di Mitja Okorn (2020)
- Io sono nessuno (Nobody), regia di Ilya Naishuller (2021)
- Clean, regia di Paul Solet (2021)
- Poker Face, regia di Russell Crowe (2022)
- Problemista, regia di Julio Torres (2023)
- Io sono nessuno 2 (Nobody 2), regia di Timo Tjahjanto (2025)

#### Televisione
- Californication – serie TV, 9 episodi (2012)
- Gang Related – serie TV, 13 episodi (2014)

### Doppiatore
- I Simpson - serie TV, 2 episodi (2017)
- Afro Samurai: Resurrection, regia di Fuminori Kizaki - film TV (2009)
- Minions 2 - Come Gru diventa cattivissimo (Minions: The rise of Gru), regia di Kyle Balda (2022)

### Regista
- L'uomo con i pugni di ferro (The Man with the Iron Fists) (2012)
- Love Beats Rhymes (2017)
- Acque buie (Cut Throat City) (2020)
- One Spoon of Chocolate (2025)

### Sceneggiatore
- L'uomo con i pugni di ferro (The Man with the Iron Fists), regia di RZA (2012)
- L'uomo con i pugni di ferro 2 (The Man with the Iron Fists 2), regia di Roel Reiné (2015)

### Colonne sonore

#### Cinema
- Ghost Dog - Il codice del samurai (Ghost Dog: The Way of the Samurai), regia di Jim Jarmusch (1999)
- Kill Bill: Volume 1, regia di Quentin Tarantino (2003)
- Kill Bill: Volume 2, regia di Quentin Tarantino (2004)
- Blade: Trinity, regia di David S. Goyer (2004)
- Babylon A.D., regia di Mathieu Kassovitz (2008)
- Repo Men, regia di Miguel Sapochnik (2010)
- Django Unchained, regia di Quentin Tarantino (2012)

#### Televisione
- Afro Samurai – serie TV, 5 episodi (2007)
- ''Afro Samurai II: Resurection, regia di Fuminori Kizaki (2009)

## Doppiatori italiani
Nelle versioni in italiano delle opere in cui ha recitato, RZA è stato doppiato da:
- Alberto Angrisano in G.I. Joe - La vendetta, Brick Mansions, Life in a Year - Un anno ancora
- Simone Mori in Derailed - Attrazione letale, Californication, Io sono nessuno
- Fabrizio Vidale in Coffee and Cigarettes, Funny People
- Pino Insegno in L'uomo con i pugni di ferro, L'uomo con i pugni di ferro 2
- Francesco Venditti in American Gangster
- Christian Iansante in Repo Men
- Alessandro Ballico in Parto col folle
- Alessandro Budroni in The Protector 2
- Andrea Mete ne I morti non muoiono
- Luca Ciarciaglini in Clean
- Stefano Alessandroni in Io sono nessuno 2

Da doppiatore è sostituito da:
- Francesco Sechi in Minions 2 - Come Gru diventa cattivissimo